# Stemmen (Landkreis Rotenburg)
Stemmen is een gemeente in de Duitse deelstaat Nedersaksen. De gemeente maakt deel uit van de Samtgemeinde Fintel in het Landkreis Rotenburg (Wümme).
Stemmen telt 829 inwoners.

## Geografie, infrastructuur
Het boeren-, toeristen- en forensendorp Stemmen ligt ruim 3 kilometer ten oosten van Helvesiek en 2 km ten noorden van Lauenbrück, de hoofdplaats van de Samtgemeinde Fintel.
Ten zuiden van het dorp loopt tussen Rotenburg en Buchholz, door Lauenbrück heen, de verkeersader Bundesstraße 75. Incidenteel kan men Stemmen per bus bereiken vanaf het spoorwegstation Lauenbrück.
Ten zuidoosten van Stemmen loopt het, niet bevaarbare, riviertje de Wümme.

## Natuurschoon

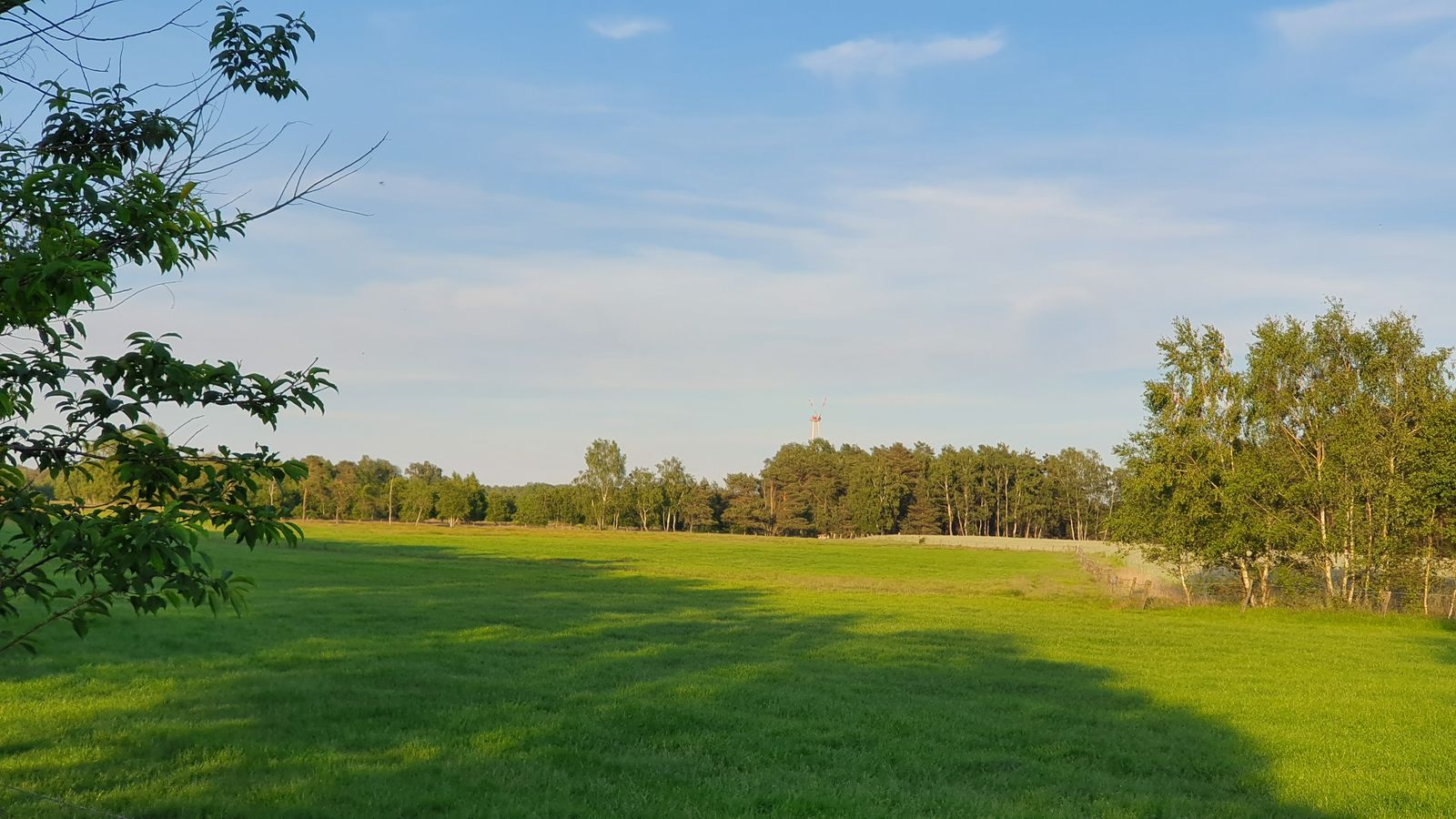
In natuurreservaat Schneckenstiege

Ten noorden en oosten van Stemmen ligt een ecologisch belangrijk hoogveengebied, waarvan de noordelijke helft in de aangrenzende gemeente Tiste bij Sittensen ligt.
Deze noordelijke zone is het, enigszins toeristisch ontwikkelde en om zijn kraanvogels beroemde natuurreservaat Tister Bauernmoor (570 hectare), waar ritjes in een toeristentreintje (Moorbahn) gemaakt kunnen worden, uitzichttorens staan en wandelroutes zijn uitgezet.
Dit gebied is reeds sedert 2002 een natuurreservaat, waar vernatting is toegepast; grote delen van het gebied staan de meeste tijd enkele decimeters onder water. De ingang is bij het station van de Moorbahn aan de Landesstraße 142 Sittensen - Wistedt- Tostedt v.v.. Daar is in de zomer (daarbuiten alleen in de weekends) ook een kleine horecagelegenheid geopend. Er rijdt enkele keren per dag een lijnbus vanaf Station Tostedt naartoe. Het gebied lijkt wat op het reservaat Engbertsdijksvenen in de Nederlandse provincie Overijssel.
Direct zuidelijk aansluitend, op het gebied van de gemeente Stemmen, ligt het soortgelijke, maar veel ontoegankelijkere hoogveengebied Ekelmoor (607 hectare), dat er eigenlijk één geheel mee vormt, zie de link.
Ook ten oosten en zuiden liggen nog veen- en wetlandgebieden, waaronder de natuurreservaten in het dal van de Wümme met de namen Schneckenstiege (140 hectare bos, heide en veen, ten oosten van het dorp Stemmen) en Wümmeniederungen.